# 普莱斯坦莱格雷沃
普莱斯坦莱格雷沃（法語：Plestin-les-Grèves，法語發音：[plɛstɛ̃ le ɡʁɛv]）是法国阿摩尔滨海省的一个市镇，属于拉尼永区。

## 地理
普莱斯坦莱格雷沃（48°39'25"N, 3°37'52"W）面积34.52 平方千米，位于法国布列塔尼大區阿摩尔滨海省，该省份为法国西北部沿海省份，位于布列塔尼半岛北部，北濒大西洋英吉利海峡，西接菲尼斯泰尔省，南至莫尔比昂省，东临伊勒-维莱讷省。
与普莱斯坦莱格雷沃接壤的市镇（或旧市镇、城区）包括：普吕菲尔、特雷迪代尔、特雷梅勒、吉梅克、普卢埃加特盖朗、洛基雷克。

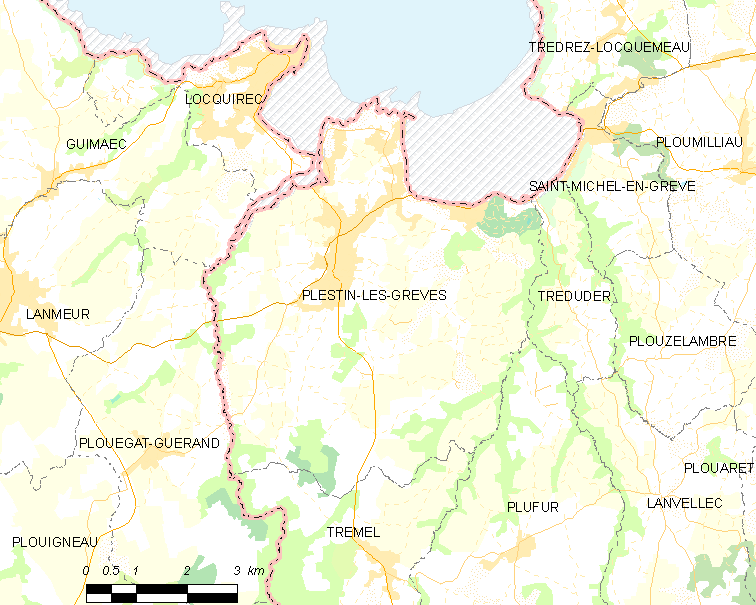
普莱斯坦莱格雷沃的OSM定位图

普莱斯坦莱格雷沃的时区为UTC+01:00、UTC+02:00（夏令时）。

## 行政
普莱斯坦莱格雷沃的邮政编码为22310，INSEE市镇编码为22194。

## 政治
普莱斯坦莱格雷沃所属的省级选区为普莱斯坦莱格雷沃县。

## 人口

1962-2008年间普莱斯坦莱格雷沃人口变化图示

普莱斯坦莱格雷沃于2022年1月1日时的人口数量为3649人。